# 拉马特
拉马特（法語：Lamath，法語發音：[lamat]）是法国默尔特-摩泽尔省的一个市镇，位于该省南部，属于吕内维尔区。

## 地理
拉马特（48°31'47"N, 6°26'59"E）面积5.6 平方千米，位于法国大東部大區默尔特-摩泽尔省，该省份为法国东北部内陆省份，是洛林的一部分，北邻比利时、卢森堡，北起顺时针与摩泽尔省、下莱茵省、孚日省和默兹省接壤。
与拉马特接壤的市镇（或旧市镇、城区）包括：热贝维莱、布兰维尔叙洛、安沃、弗朗孔维尔、欧东维尔、朗代库尔、梅翁库尔、默尔特河畔蒙、克塞尔马梅尼勒。

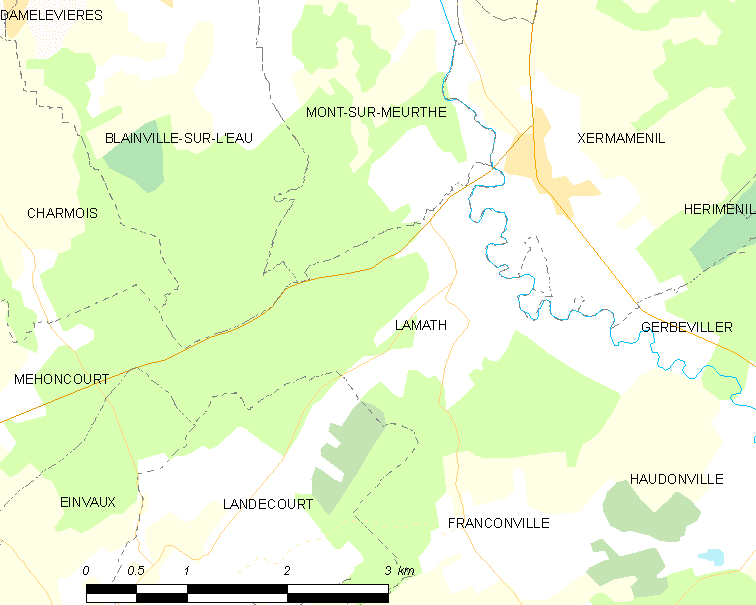
拉马特的OSM定位图

拉马特的时区为UTC+01:00、UTC+02:00（夏令时）。

## 行政
拉马特的邮政编码为54300，INSEE市镇编码为54292。

## 政治
拉马特所属的省级选区为吕内维尔第二县。

## 人口

1962-2008年间拉马特人口变化图示

拉马特于2022年1月1日时的人口数量为180人。